# Lützow-Kaserne (Schwanewede)
Die Lützow-Kaserne war von 1958 bis 2015 einer von mehreren Standorten der deutschen Bundeswehr in der niedersächsischen Gemeinde Schwanewede, die nordnordwestlich von Bremen gelegen ist. Sie befindet sich im gleichnamigen Kernort von Schwanewede. Die Kaserne ist nach der 2015 erfolgten Aufgabe durch das Militär und Nutzung bis 2016 als Notunterkunft für Flüchtlinge seit 2017 Sanierungsgebiet und soll zu einem Quartier mit Wohnen, nicht störendem Gewerbe, Naherholungsflächen sowie Sport- und Freizeitanlagen entwickelt werden.
Der westlich an das Kasernengelände anschließende Standortübungsplatz wird weiterhin von anderen Bundeswehreinheiten aus der Region genutzt. Seine Nutzungsaufgabe soll Ende 2024 erfolgen.

## Militärische Nutzung

### Von 1939 bis 1945
In der Zeit des Nationalsozialismus wurde Anfang 1939 auf dem Gelände der späteren Lützow-Kaserne und des späteren Standortübungsplatzes von der Wirtschaftlichen Forschungsgesellschaft mbH (Wifo) begonnen, für die Kriegsmarine der deutschen Wehrmacht das Kriegsmarinetanklager Farge zu erbauen. Während des Zweiten Weltkriegs wurde im Juli 1941 der weitere Ausbau gestoppt, da nach der Besetzung Frankreichs der Großteil der Marineeinheiten an die französische Küste verlegt wurde. Von 1943 bis kurz vor Kriegsende wurde das Lager als Unterkunft von Zwangsarbeitern des im Bau befindlichen U-Boot-Bunker Valentin verwendet. Unter anderem wurden von der SS in dem Lager auch KZ-Häftlinge untergebracht. Im April 1945 wurde das Lager geräumt.

### Von 1956/58 bis 2015
Am 16. Juli 1956 begann auf dem Ostteil des Geländes der Bau der Kaserne. Im Februar 1958 wurden die ersten Einheiten der Bundeswehr stationiert. 1966 wurde die Kaserne nach dem preußischen Generalmajor Ludwig Adolf Freiherr von Lützow (1782–1834) benannt. Die Namensgebung erfolgte am 18. November 1966 durch den Kommandeur der 11. Panzergrenadierdivision, Generalmajor Otto Uechtritz.
1967 wurde auf einem nordöstlich an die Kaserne angrenzenden Areal ein neu erbautes Offiziersheim eingeweiht. Es diente fortan den Offizieren und Beamten der Standorte Schwanewede (Lützow-Kaserne) und Neuenkirchen (Weser-Geest-Kaserne in der damals noch selbständigen Nachbargemeinde Neuenkirchen, die 1974 in die Gemeinde Schwanewede eingegliedert wurde und seitdem einen Ortsteil von Schwanewede bildet).
Während des Kalten Krieges bis in die jüngste Vergangenheit war die Lützow-Kaserne vor allem Standort von Panzergrenadier-Einheiten. Folgende Stäbe, Verbände, Einheiten und Dienststellen der Bundeswehr waren in der Kaserne beheimatet:
| Einheit                                                                                            | Stationierung ab  | Herkunft | Stationierung bis  | Verbleib |
| -------------------------------------------------------------------------------------------------- | ----------------- | --- | ------------------ | --- |
| Evangelischer Standortpfarrer Schwanewede                                                          | 1. Mai 1955       | neu aufgestellt | 30. Juni 2007      | in Evangelisches Militärpfarramt Schwanewede umbenannt |
| Panzerbataillon 23                                                                                 | Februar 1958      | nach Aufstellung aus Teilen Panzerbataillone 3 und 13 am 16. Januar 1958 in Hamburg, Graf-Goltz-Kaserne verlegt                         | 16. März 1959      | in Panzerbataillon 324 umbenannt |
| Panzergrenadierbataillon 23                                                                        | Februar 1958      | nach Aufstellung aus Teilen Panzergrenadierbataillone 3 und 13 am 16. Januar 1958 in Hamburg, Boehn-Kaserne verlegt                     | 16. März 1959      | in Panzergrenadierbataillon 323 umbenannt |
| Panzerkampfgruppe B 3                                                                              | 3. April 1958     | nach Aufstellung am 1. August 1956 in Schleswig, Kaserne Auf der Freiheit verlegt                                                       | 16. März 1959      | in Panzergrenadierbrigade 32 umbenannt |
| Panzergrenadierbrigade 32 (mit Verbindungskommando Luftwaffe zu Brigadekommando)                   | 16. März 1959     | aus Panzerkampfgruppe B 3 | 1. Oktober 1996    | verlegt nach Hamburg, Röttiger-Kaserne, und zu nichtaktivem Verband umgegliedert sowie ab 1. April 1997 der Panzergrenadierbrigade 7 unterstellt                                                            |
| Panzergrenadierbataillon 323                                                                       | 16. März 1959     | aus Panzergrenadierbataillon 23 | 31. Dezember 2003  | aufgelöst |
| Panzerjägerkompanie 320                                                                            | 16. März 1959     | durch Umbenennung aus der am 1. August 1956 in Neumünster, Scholtz-Kaserne, gebildeten 1./Panzerjägerbataillon 3 entstanden und verlegt | 30. September 1992 | aufgelöst |
| Panzergrenadierbataillon 322                                                                       | 1. April 1959     | aus 3./Grenadierbataillon 61 (Braunschweig) und Grenadierbataillon 13 (Hannover)                                                        | 31. März 1992      | in Geräteeinheit umgegliedert |
| Panzerbataillon 324                                                                                | 16. März 1959     | aus Panzerbataillon 23 | 30. September 1992 | aufgelöst |
| 3./Versorgungsbataillon 326                                                                        | 1. Juni 1960      | nach Aufstellung am 1. November 1959 in Delmenhorst, Caspari-Kaserne, verlegt                                                           | 30. September 1972 | in Instandsetzungskompanie 320 umgegliedert |
| Panzeraufklärungskompanie 320                                                                      | 1961              | nach Aufstellung am 1. Juni 1959 in Dörverden, Niedersachsen-Kaserne verlegt                                                            | 31. März 1963      | aufgelöst und Teile als Brigadespähzug der Stabskompanie der Panzergrenadierbrigade 32 eingegliedert |
| Feldartilleriebataillon 325                                                                        | 1. April 1961     | aus Personalabgaben des III. Korps | 30. September 1971 | in Panzerartilleriebataillon 325 umgegliedert |
| Zahnstation H 032 (Brigadezahnstation)                                                             | 1. September 1964 | neu aufgestellt | 30. September 1972 | in Zahnstation (Terr) H 212 umgegliedert |
| Werftliegerunterstützungszug Schwanewede                                                           | 1. September 1968 | neu aufgestellt | 30. Juni 2015      | aufgelöst, Neuaufstellung als Werftliegerunterstützungszug Bremerhaven in Bremerhaven |
| Kasernenfeldwebel Schwanewede                                                                      | 1. April 1970     | neu aufgestellt | 31. März 1999      | aufgelöst |
| Fernmelderevisionsdiensttrupp 212/112                                                              | 1. Oktober 1970   | neu aufgestellt | 30. November 1994  | aufgelöst |
| Fernmelderevisionsdiensttrupp 212/113                                                              | 1. Oktober 1970   | neu aufgestellt | 30. November 1994  | aufgelöst |
| Feldersatzbataillon 327 (GerEinh)                                                                  | 1970              | verlegt und im Mobilmachungsstützpunkt der Kaserne eingelagert nach Aufstellung am 1. Februar 1962 in Varel-Friedrichsfeld              | 30. September 1981 | umbenannt in Feldersatzbataillon 114 (GerEinh) |
| Panzerartilleriebataillon 325                                                                      | 1. Oktober 1971   | aus Feldartilleriebataillon 325 | 24. Mai 1973       | verlegt in die Kaserne Neuenkirchen, Schwanewede, mit Ausnahme der 3. Batterie (später gekadert), am 1. Juli 2001 in Panzerartillerielehrbataillon 325 umgegliedert und der Panzerlehrbrigade 9 unterstellt |
| Materialausstattung Sanitätsbereich 25/16                                                          | 1. Juli 1972      | neu aufgestellt | 30. Juni 1997      | aufgelöst |
| Zahnstation (Terr) H 212                                                                           | 1. Oktober 1972   | aus Zahnstation H 032 (Brigadezahnstation)                                                                                              | 31. März 1981      | in Zahnarztgruppe 220/1 umgegliedert |
| Instandsetzungskompanie 320                                                                        | 1. Oktober 1972   | neu aufgestellt aus 3./Versorgungsbataillon 326                                                                                         | 30. September 1996 | umbenannt in 3./Instandsetzungsbataillon 11 |
| Panzerspähzug 320                                                                                  | 1972              | aus Panzergrenadierbrigade 32, Stabskompanie, ausgegliederter Brigadespähzug                                                            | 1979               | wieder als Brigadespähzug eingegliedert |
| Standortfeldwebel Schwanewede                                                                      | 1. April 1981     | neu aufgestellt | 30. November 1994  | aufgelöst |
| Zahnarztgruppe 220/1                                                                               | 1. April 1981     | aus Zahnstation (Terr) H 212 | 30. Juni 2000      | aufgelöst |
| Panzergrenadierbataillon 321 (ta) mit Stab (Teileinheit), 2./ und 4./                              | 1. Oktober 1981   | neu aufgestellt als gemischtes, teilgekadertes Bataillon im Zuge der Heeresstruktur 4                                                   | 30. September 1992 | aufgelöst |
| Feldersatzbataillon 114 (GerEinh)                                                                  | 1. Oktober 1981   | umbenannt aus Feldersatzbataillon 327 (GerEinh)                                                                                         |                    | aufgelöst |
| Sanitätszentrum 220                                                                                | 1. Oktober 1984   | neu aufgestellt | 30. September 1996 | aufgelöst |
| Fahrschulgruppe Schwanewede 1                                                                      | 1985              | neu aufgestellt | 31. März 1994      | in Kraftfahrausbildungszentrum Schwanewede eingegliedert |
| Fahrschulgruppe Schwanewede 2                                                                      | 1985              | neu aufgestellt | 31. März 1994      | in Kraftfahrausbildungszentrum Schwanewede eingegliedert |
| Katholischer Standortpfarrer Schwanewede                                                           |                   | neu aufgestellt |                    | aufgelöst |
| Fernmelderevisionsinstandhaltungstrupp 212/112                                                     |                   | neu aufgestellt |                    | aufgelöst |
| Reservelazarettgruppe 7208 (GerEinh)                                                               | 1. Oktober 1988   | neu aufgestellt; in Mobilmachungsstützpunkt der Kaserne eingelagert                                                                     | 31. Dezember 2007  | aufgelöst |
| Panzergrenadierbataillon 322 (na)                                                                  | 1. April 1992     | aus aktivem Bataillon in Geräteeinheit umgegliedert                                                                                     | 31. Dezember 2003  | aufgelöst |
| Kraftfahrausbildungszentrum Schwanewede                                                            | 1. April 1994     | neu aufgestellt aus Fahrschulgruppen Schwanewede 1 und 2                                                                                | 31. März 2005      | aufgelöst |
| 7./Nachschubbataillon 804                                                                          | 1. Oktober 1996   | neu aufgestellt als aktive Kompanie (u. a. durch Personalabgaben der 10./Nachschubbataillon 11)                                         | 30. September 2003 | umbenannt in 4./Logistikbataillon 161 |
| Standortältester Schwanewede (mit Unterstützungspersonal)                                          | 1. Dezember 1994  | neu aufgestellt | 30. Juni 2015      | nach Neuaufstellung zum 1. Oktober 2013 aufgelöst |
| 3./Instandsetzungsbataillon 11                                                                     | 1. Oktober 1996   | neu eingerichtet aus Instandsetzungskompanie 320                                                                                        | 31. Dezember 2004  | ab 1. Juli 2003 dem Logistikbataillon 3 unterstellt; aufgelöst |
| 7./Logistikbataillon 3                                                                             | 1. Juli 2003      | neu aufgestellt |                    | verlegt nach Lüneburg, Theodor-Körner-Kaserne, dort aufgelöst |
| 4./Logistikbataillon 161                                                                           | 1. Oktober 2003   | neu aufgestellt aus 7./Nachschubbataillon 804                                                                                           | 30. November 2005  | umbenannt in 6./Logistikbataillon 161 |
| Panzerartillerielehrbataillon 325                                                                  | Januar 2004       | verlegt aus Schwanewede, Weser-Geest-Kaserne wegen bevorstehender Standortaufgabe                                                       | April 2006         | verlegt nach Munster, Hindenburg-Kaserne, dort zum 1. Juli 2015 umgegliedert zum Artillerielehrbataillon 325                                                                                                |
| 6./Logistikbataillon 161                                                                           | 1. Dezember 2005  | aus 4./Logistikbataillon 161 | 2006               | verlegt nach Delmenhorst, Feldwebel-Lilienthal-Kaserne |
| Logistikschule der Bundeswehr Bereich Unterstützung – Teile Schwanewede                            | 1. Oktober 2006   | neu aufgestellt | 31. Januar 2016    | aufgelöst |
| Zivilberufliche Aus- und Weiterbildung Betreuungsstelle Schwanewede                                | 1. Oktober 2006   | neu aufgestellt | 31. März 2015      | aufgelöst |
| Logistikschule der Bundeswehr IV. Inspektion                                                       | 1. Oktober 2006   | neu aufgestellt | 31. Dezember 2013  | Neuaufstellung in Osterholz-Scharmbeck |
| Kommando Schnelle Einsatzkräfte Sanitätsdienst Kommandobereich Follow-On-Forces (mit 6./ bis 10./) | 1. Februar 2007   | neu aufgestellt | 30. Juni 2015      | aufgelöst |
| Kommando Schnelle Einsatzkräfte Sanitätsdienst Teileinheiten Schwanewede                           | 1. Februar 2007   | neu aufgestellt | 31. März 2009      | aufgelöst |
| Evangelisches Militärpfarramt Schwanewede                                                          | 1. Juli 2007      | aus Evangelischer Standortpfarrer Schwanewede                                                                                           | 28. Februar 2015   | aufgelöst |
| Sanitätsstaffel Schwanewede                                                                        | 1. Juli 2007      | neu aufgestellt | 30. September 2015 | aufgelöst |
| Sanitätszentrum Osterholz-Scharmbeck – Teileinheiten Schwanewede                                   | 1. Juli 2007      | neu aufgestellt | 30. September 2015 | aufgelöst |
| Heeresinstandsetzungslogistik Stützpunkt Seedorf Außenstelle Schwanewede                           | 21. Oktober 2008  | neu aufgestellt |                    | |
| Verband der Reservisten der Deutschen Bundeswehr Schwanewede                                       | 1. Dezember 2008  | neu aufgestellt |                    | |
| Bundeswehrfuhrparkservice GmbH MC Schwanewede                                                      | 1. Dezember 2008  | neu aufgestellt |                    | |
| BWI Informationstechnik GmbH SC Wilhelmshaven VOS Schwanewede                                      | 1. Dezember 2008  | neu gebildet |                    | |
| Lion Hellmann Bundeswehr Bekleidungsgesellschaft mbH Servicestation Schwanewede                    | 1. April 2012     | neu aufgestellt |                    | |

Das Ressortkonzept Stationierung vom 2. November 2004 sah für den Standort noch das Sanitätsregiment 12 aus Fürstenau vor, das ab 1. Oktober 2006 in die Kaserne einziehen sollte. Tatsächlich verblieb jedoch das Regiment an seinem bisherigen Stationierungsort und wurde dort zum 30. Juni 2007 aufgelöst. Nach Schwanewede kamen stattdessen Teile des neu aufgestellten Kommandos Schnelle Einsatzkräfte Sanitätsdienst.
Im Stationierungskonzept 2011 vom 26. Oktober 2011 von Bundesverteidigungsminister Thomas de Maizière (CDU) gehörte die Lützow-Kaserne in Schwanewede zu denjenigen Standorten, die geschlossen werden sollten. Die 2013 angepasste Realisierungsplanung zum Stationierungskonzept sah dann die Schließung der Kaserne im 3. Quartal 2015 vor und wurde später auf Ende September 2015 festgelegt. Aufgrund der kurzfristig umgesetzten Nachfolgenutzung als Notunterkunft für Flüchtlinge wurde die Kaserne vorzeitig am 14./15. September 2015 von der Bundeswehr aufgegeben und an die Bundesanstalt für Immobilienaufgaben (BImA) übergeben.

### Weitere ehemalige Standorte in Schwanewede, Standortübungsplatz
Das Bundeswehr-Dienstleistungszentrum Schwanewede sowie einige weitere standortbezogene Dienstleistungs- und Versorgungseinrichtungen, die nördlich gegenüber der Lützow-Kaserne gelegen sind, wurden ebenfalls von der Bundeswehr im September 2015 aufgegeben. Das Schwaneweder Offiziersheim wurde bereits Ende 2014 geschlossen. Der zweite ehemalige Hauptstandort in der Garnison Schwanewede, die nahe gelegene Weser-Geest-Kaserne im Ortsteil Neuenkirchen, wurde bereits 2004 aufgegeben und dient seitdem größtenteils als Gewerbegebiet.
Der westlich an die Lützow-Kaserne anschließende Standortübungsplatz wurde zunächst ab 2015 weiterhin von Bundeswehreinheiten aus dem etwa 10 Kilometer entfernten Garlstedt genutzt, insbesondere von der dort befindlichen Logistikschule der Bundeswehr. Die geplante Schließung verzögerte sich jedoch. 2023 bekräftigte das Bundesverteidigungsministerium die Aufgabe des Übungsplatzes bis Ende 2024.

## Zivile Nutzung seit 2015

### Erste Konversionsmaßnahmen 2011–2015
Nach der Veröffentlichung des Stationierungskonzepts 2011 der Bundeswehr und der bevorstehenden Standortaufgabe leitete die Gemeinde Schwanewede einen Konversionsprozess für die zivile Nachnutzung der Lützow-Kaserne ein. Am 28. November 2011 tagte erstmals eine von der Gemeinde eingesetzte Arbeitsgruppe Konversion. Die Gemeinde begann 2013 in Zusammenarbeit mit externen Planungsbüros mit der Erstellung eines Integrierten Städtebaulichen (Standort-)Entwicklungskonzepts (ISEK) für das Kasernengelände.
Das verfügbare Gesamtareal, über das die Gemeinde seit Rückgabe durch die Bundeswehr die kommunale Planungshoheit ausübt und für das sie zudem eine Erstzugriffsoption hat, grenzt nahezu unmittelbar westlich an das Ortszentrum von Schwanewede und ist im östlichen Teil eingebettet von Wohngebieten und der Waldschule, einer Kooperativen Gesamtschule. Es wird somit als „ideal für eine städtebauliche Weiterentwicklung der Ortschaft“ und als ein „Schlüsselgrundstück der Innenentwicklung“ angesehen.
Das etwa 81,5 Hektar (ha) große Gesamtareal, das sich seit Aufgabe durch die Bundeswehr im Besitz der Bundesanstalt für Immobilienaufgaben (BImA) befindet, besteht aus folgenden Teilflächen:
- das eigentliche Kasernengelände (67,1 ha)
- die gegenüber der Kaserne und nördlich der Straße „An der Kaserne“ gelegenen Liegenschaften rund um das Bundeswehr-Dienstleistungszentrum (ca. 12,8 ha)
- das Areal des nordöstlich an die Kaserne angrenzenden Offiziersheims (1,6 ha)

Am 15. September 2015 wurden das Integrierte Städtebauliche Entwicklungskonzept (ISEK) vom Rat beschlossen und das Ergebnis der Vorbereitenden Untersuchungen, die am 4. Juni 2015 eingeleitet worden waren, gebilligt.

### Vorübergehende Nutzung als Flüchtlingsunterkunft 2015/16
Seit 2013 stieg der Zuzug von Flüchtlingen und Migranten nach Europa und insbesondere auch nach Deutschland stark an, was 2015 zu einer Flüchtlingskrise in Deutschland führte. Die hohe Zahl der nach dem Königsteiner Schlüssel auf die einzelnen Bundesländer verteilten Asylsuchenden stellte die Länder zunehmend vor Versorgungs- und Unterbringungsprobleme. Anfang September 2015 beschloss das Land Niedersachsen, die kurz vor Schließung durch die Bundeswehr stehende Lützow-Kaserne in Schwanewede als Notunterkunft für rund 1.000 Flüchtlinge zu nutzen. Für diesen Zweck forderte das Land die Kaserne bei der Bundes-Immobilienanstalt BImA zunächst bis Ende Mai 2016 an.
Mit dem Betrieb und der Betreuung der Flüchtlingsunterkunft wurde der DRK-Kreisverband Wesermünde beauftragt. Nach Herrichtung und technischer Ausstattung von mehreren Unterkunftsgebäuden zogen am 14. September 2015 die ersten Flüchtlinge in die neue Notunterkunft ein.
Von der Ökumenischen Initiative für Flüchtlinge und Asylsuchende in Schwanewede wurde eine Kleiderkammer und eine Fahrradwerkstatt eingerichtet und Deutschkurse organisiert. In Schwanewede gründete sich unterstützt von Rechtsextremisten aus Bremen-Nord eine Bürgerwehr. Die sogenannte Bürger-Patrouille geht auch auf dem Kasernengelände und dessen Umkreis Patrouille. Gerüchte von erhöhter Kriminalität und Vergewaltigungen durch die Bewohner der Kaserne wurden über eine Schwanewedener-Facebook-Gruppe gestreut. Die Polizei dementierte.

### Fortgang der Konversion ab 2016
Am 1. Juni 2016 reichte die Gemeinde einen Antrag beim Bund-Land-Stadtbauförderprogramm „Stadtumbau West“ ein. Die Maßnahme wurde am 19. August 2016 in das Programm aufgenommen. Die Fördermittel dienen dem Abbruch von Bauwerken, der Schaffung der notwendigen Infrastruktur, dem Grunderwerb, der Instandsetzung von Gebäuden und der Schaffung von Grünflächen. Die Maßnahme soll bis zum 31. Dezember 2028 abgeschlossen sein. Am 23. Februar 2017 erließ die Ratsversammlung von Schwanewede eine Satzung über die förmliche Festlegung des Sanierungsgebietes Lützow-Kaserne. Ziel ist die Sanierung oder der Abriss vorhandener Gebäude, die Entwicklung hochwertiger Wohnbauflächen, von Gebieten für nicht störendes Gewerbe, einer Gemeinbedarfseinrichtung als Stadtteilzentrum und die Anlage von Grünflächen für die Naherholung. Mit Beschluss vom 13. Oktober 2021 wurde der Geltungsbereich in einer 1. Änderungssatzung klargestellt.
Am 10. August 2018 beschloss der Verwaltungsausschuss der Gemeinde den städtebaulichen Rahmenplan für das Sanierungsgebiet „Lützow-Kaserne“ auszuschreiben und zu beauftragen. 2019 begannen die Arbeiten hieran.
Auf dem Gelände des ehemaligen Offiziersheims errichtet die Gemeinde Schwanewede eine Kindertagesstätte für bis zu 125 Kinder. Der Bebauungsplan hierfür wurde am 3. Juni 2019 beschlossen. Der Abschluss des Kaufvertrages erfolgte am 27. Juni 2019 und die Eigentumsübertragung vom Bund am 10. Juli 2020. Im Februar 2021 begann der Abriss des Offiziersheims. Am 14. November 2022 fand die Grundsteinlegung statt.
Für den Hauptteil der Kaserne stimmte die Ratsversammlung am 7. Juli 2022 für einen Ankauf durch die Gemeinde Schwanewede. Ende Juli 2022 wurde der Kaufvertrag in Höhe von 980.000 Euro abgeschlossen und Anfang August übernahm die Gemeinde symbolisch für die Besitzübergabe die Schlüssel. Es sollen 500 Wohnungen, ein Seniorenheim mit 40 Wohneinheiten, vier Flächen für nicht-störendes Gewerbe sowie für Einzelhandel und Dienstleistungen entstehen. Von den 80 Kasernengebäuden sollen 59 abgebrochen und 10 saniert werden.
Am 27. September 2022 fand eine öffentliche Veranstaltung statt, in der der Bürgerschaft das Nutzungskonzept und ein städtebaulicher Entwurf vorgestellt wurden. In zwei Arbeitsgruppen äußerten sich Bürger zu ihren Vorstellungen. Am 23. März 2023 beschloss der Rat den neuen Rahmenplan.
2023 trieb die Stadt die Gründung einer Entwicklungsgesellschaft voran, befasste sich mit der Gestattung der Nutzung von drei technischen Gebäuden durch den DLRG-Ortsverband Schwanewede und mit Vorentwurfsplänen der Modernisierungsvoruntersuchung eines Unterkunftsgebäudes als Teil des Konzeptes für den sozialen Wohnungsbau. Außerdem wurde sich für einen einheitlichen Bebauungsplan statt mehrerer Teilplanungen ausgesprochen, das Energie- und das Entwässerungskonzept bearbeitet. Der Aufstellungsbeschluss für den Bebauungsplan wurde gefasst.